# Lim Pisoth
Lim Pisoth (Khmer: លឹម ពិសុទ្ធ; * 29. August 2001 in Phnom Penh) ist ein kambodschanischer Fußballnationalspieler.

## Karriere

### Verein
Der Stürmer entstammt dem Nachwuchs von Phnom Penh Crown und spielt seit 2020 für den Hauptstadtverein in der Cambodian Premier League. Bisher gewann er dort vier nationale Titel und nahm 2022 am AFC Cup teil. Dort erzielte er beim 4:2-Heimsieg im Gruppenspiel gegen die Young Elephants aus Laos zwei Treffer.

### Nationalmannschaft
Am 3. Juni 2021 gab Bunheing sein Debüt für die kambodschanische A-Nationalmannschaft bei einer 0:8-Niederlage in der WM-Qualifikation gegen Bahrain. Bisher nahm er mit der Auswahl 2021 und 2022 an der Südostasienmeisterschaft teil. Im Mai 2022 absolvierte er vier Partien für die U-23-Nationalmannschaft bei den Südostasienspielen in Vietnam.

## Erfolge
- Kambodschanischer Meister: 2021, 2022
- Kambodschanischer Superpokalsieger: 2022
- Kambodschanischer Ligapokalsieger: 2022